# Miro à tête grise
Heteromyias cinereifrons
Espèce
Statut de conservation UICN

 NT  : Quasi menacé
Le Miro à tête grise (Heteromyias cinereifrons) est une espèce de passereaux de la famille des Petroicidae endémique de l'Australie.

## Taxonomie
C'est l'une des deux espèces du genre Heteromyias. Auparavant, ce taxon et le Miro cendré originaire de Nouvelle-Guinée et connu comme Heteromyias albispecularis était considérés comme de la même espèce. Il a également été classé dans le genre Poecilodryas. Décrit par le naturaliste australien Edward Pierson Ramsay en 1876, il est membre de la famille australasienne des Petroicidae. Des études de Sibley et Ahlquist par hybridation de l'ADN ont conduit à placer ce groupe dans le sous-ordre des Corvida comprenant de nombreux passereaux tropicaux et en Australie notamment les pardalotes, les mérions, les méliphages et les corbeaux. Toutefois, après des recherches moléculaires (et le consensus actuel) les Miros sont considérés comme une ramification très précoce des Passerida.

## Répartition et habitat
Il est endémique au Queensland en Australie. Son aire s'étend de Cardwell à la Bloomfield River dans la péninsule du cap York. Il habite les forêts humides subtropicales ou tropicales en plaine et les montagnes humides subtropicales ou tropicales.

## Description
Le Miro à tête grise a, comme son nom l'indique, une couronne et les lores grises, la gorge blanche et les oreilles et les parties supérieures brunes, avec une tache blanche sur les ailes. Les parties inférieures sont pâles, la poitrine est gris pâle et le ventre blanc. Le bec et les yeux sont brun foncé.

## Reproduction
La reproduction a lieu d'août ou septembre à janvier, avec un ou deux couvées par saison. Le nid est une coupe peu profonde faite d'écorce, d'herbe et de feuilles sèches. Les toiles d'araignées sont utilisées pour la liaison ou le remplissage, et des bandes de fougères et de palmiers pour le revêtement extérieur. Le nid est généralement placé dans une plante grimpante jusqu'à 10 m au-dessus du sol. Une couvée d'un ou deux œufs est pondue. Les œufs sont de couleur chamois, crème ou blanc verdâtre et marqués de taches beiges généralement concentrées autour de l'extrémité la plus large, et mesurent 26 sur 19 mm.